# David Kimutai Rotich
David Kimutai Rotich (* 19. August 1969 in Sotik, Kericho County) ist ein kenianischer Geher. 
Kimutai Rotich nahm dreimal an den Olympischen Spielen teil. Seine ersten Olympischen Spiele 1996 beendete er auf Platz 23 über 20 km. Bei den Olympischen Spielen 2000 wurde er 39. im 20-km-Gehen. Bei den Commonwealth Games 2002 in Manchester gewann Kimutai Rotich die Bronzemedaille, vier Jahre später, bei den Commonwealth Games 2006 in Melbourne, verpasste er die Medaillenränge nur knapp und beendete das Gehen als Vierter. Nachdem Kimutai Rotich bei den Olympischen Spielen 2004 nicht teilgenommen hatte, kam er 2008 in Peking auf den 19. Platz. Bei den Weltmeisterschaften 2009 in Berlin kam Rotich nach 1:26:35 h als 32. ins Ziel.
Kimutai Rotich ist verheiratet und wird von George Kariuki trainiert. 